# フローネV.I.P.
フローネV.I.P.（フローネヴイアイピー）は、2000年4月から2008年3月まで、fm fukuokaで火曜深夜28:00 - 29:00に放送されていたラジオ番組。
2008年03月26日をもって8年間の放送を終了した。
パーソナリティーのおバカトークは、エフエム福岡公式Podcast「奇声ラッシュ」へ媒体を移し、現在も続けられている。

## 出演者
パーソナリティー
- 西川さとり
- 稲葉中